# Sutton, East Cambridgeshire
Sutton är en ort och civil parish i Storbritannien.   Den ligger i distriktet East Cambridgeshire i grevskapet Cambridgeshire i riksdelen England, i den sydöstra delen av landet, 100 km norr om huvudstaden London. Orten har 3 952 invånare (2011).